# Uchkudukodon nessovi
Uchkudukodon è un mammifero estinto appartenente agli Asioryctitheria, vissuto nel Cretaceo superiore (circa 90 milioni di anni fa).

## Descrizione
Di questo animale, ritrovato in Uzbekistan nello stesso sito che ha dato alla luce anche i fossili dei generi Daulestes e Bulaklestes, sono stati scoperti decine di esemplari, tra cui un paio di teschi (che mancano invece per le altre due specie) e mascelle inferiori.
I confronti delle dentature delle tre specie confermano la loro stretta parentela (tanto che inizialmente questa specie era stata attribuita al genere Daulestes e solo successivamente attribuita al nuovo genere): in particolare emerge anche in questa specie la tendenza a perdere il terzo premolare giovanile e ad approfondire la mascella man mano che procede l'invecchiamento, fenomeni riscontrati anche in Bulaklestes.
Uno dei frammenti di cranio ritrovati ha permesso di acquisire informazioni sulle ossa lacrimali, nasali e frontali.

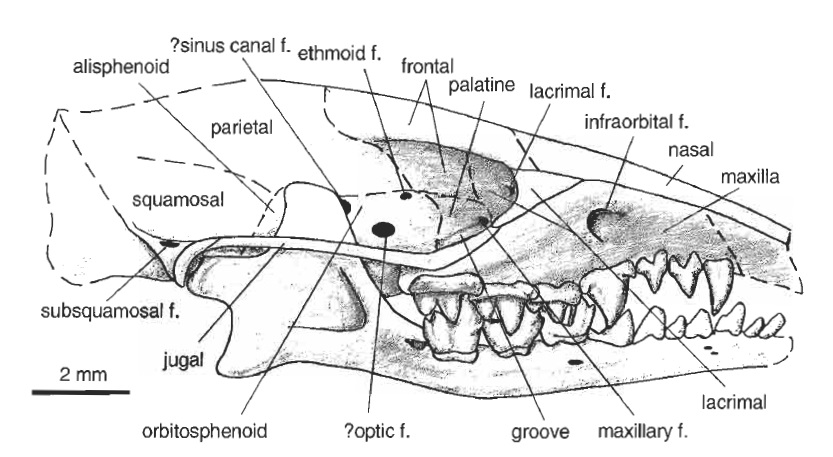
Ricostruzione del cranio di Uchkudukodon nessovi

La varietà di fossili del genere Uchkudukodon ed i confronti con altri fossili di Mammiferi asiatici euteri del Cretaceo hanno consentito ai ricercatori di sostenere il carattere monofiletico dell'ordine Asioryctitheria, fin qui messo in dubbio dalla scarsità dei reperti e dalle poche analogie riscontrate.